# Steubenville
Steubenville ist eine City im US-Bundesstaat Ohio mit 18.161 Einwohnern (Stand: Volkszählung 2020). Die Stadt ist Sitz von Jefferson County.

## Geographie
Steubenville liegt auf der westlichen, rechten Seite des Ohio River, an der Ostgrenze des US-Bundesstaats Ohio. Die Stadt grenzt im Nordosten auf der anderen Flussseite an Weirton im Bundesstaat West Virginia und im Westen an Wintersville. Die Großstadt Pittsburgh liegt etwa 50 Kilometer östlich.

## Geschichte
Steubenville wurde 1797 gegründet und nach dem aus Preußen stammenden General Friedrich Wilhelm von Steuben benannt.
Seit Oktober 1944 ist die Stadt Sitz des römisch-katholischen Bistums Steubenville. Dessen Hauptkirche ist die Cathedral of the Holy Name of Jesus.
Im Jahr 1946 wurde unter dem damaligen Namen College of Steubenville eine Bildungseinrichtung gegründet, die heute als römisch-katholische Universität unter dem Namen Franciscan University of Steubenville bekannt ist.

## Einwohnerentwicklung
| Jahr | Einwohner¹ |
| ---- | ---------- |
| 1980 | 26.400     |
| 1990 | 22.125     |
| 2000 | 19.945     |
| 2005 | 19.314     |
| 2020 | 18.161     |

¹ 1980 – 2000: Volkszählungsergebnisse; 2005, 2020: Fortschreibung des US Census Bureau

## Söhne und Töchter der Stadt
- Albert Newsam (1809–1864), Lithograph
- Edwin M. Stanton (1814–1869), Politiker, Kriegsminister der USA
- Eliphalet Frazer Andrews (1835–1915), Maler der Düsseldorfer Schule
- John Harper Long (1856–1918), Chemiker
- Charles Ogle (1865–1940), Schauspieler
- Paul Howard (1895–1980), Jazzmusiker
- John Scarne (1903–1985), Experte für Glücksspiele und ein bekannter Kartenkünstler
- Dean Martin (1917–1995), Schauspieler und Sänger
- Tad Mosel (1922–2008), Drehbuchautor und Dramatiker, Pulitzer-Preisträger
- Douglas Applegate (1928–2021), Politiker und Abgeordneter des Repräsentantenhauses
- Edoardo Faieta (1928–1993), US-amerikanischer Schauspieler, Synchronsprecher, Profi-Wrestler und Boxer italienischer Abstammung
- Rollie Fingers (* 1946), Baseballspieler
- Daniel DiNardo (* 1949), Kardinal
- Hlib Lonchyna (* 1954), Bischof und Exarch von Großbritannien
- Traci Lords (* 1968), Schauspielerin